# Barronia araucaria
Barronia araucaria là một loài tò vò trong họ Ichneumonidae.